# 山下平祐
山下 平祐（やました へいすけ、1983年6月26日 - ）は、日本の男性俳優、演出家、脚本家、講師。

## 来歴・人物
京都府出身。同志社大学法学部卒業。
活動当初は関西の小劇場を拠点としていたが、上京後は芸能事務所に所属し様々な作品に出演。
2012年に渡米し、約一年半に渡りアメリカ・ニューヨークにて演劇・演技を学んだ。
現在は東京都を拠点に活動しており、文学座などの各種劇団の舞台の脚本や演出を多数手がける。また、城西国際大学にて兼任講師として音声表現の講義を担当し、各種ワークショップにおいても講師として活動を行っている。

## 出演

### テレビアニメ
- 金田一少年の事件簿R（2016年、警官）

### 舞台

#### 出演
- かいぶつのこども
- 304
- Signal
- TEN COUNT〜秋の章〜
- 楽園
- ラフカット2009〜アンデスの混乱〜

他多数

#### 脚本・演出
- Every 6 Seconds
- 大竹まことゴールデンラジオ『ザ・ゴールデンヒストリー』
- オムニー7
- 蜘蛛
- 蝉
- タチヨミ 第三巻・第四巻
- 誰もが響かせたる音
- 父、踊る
- 独唱
- トリビュート
- 部屋と僕と弟の話

他多数